# Electrónica de potencia

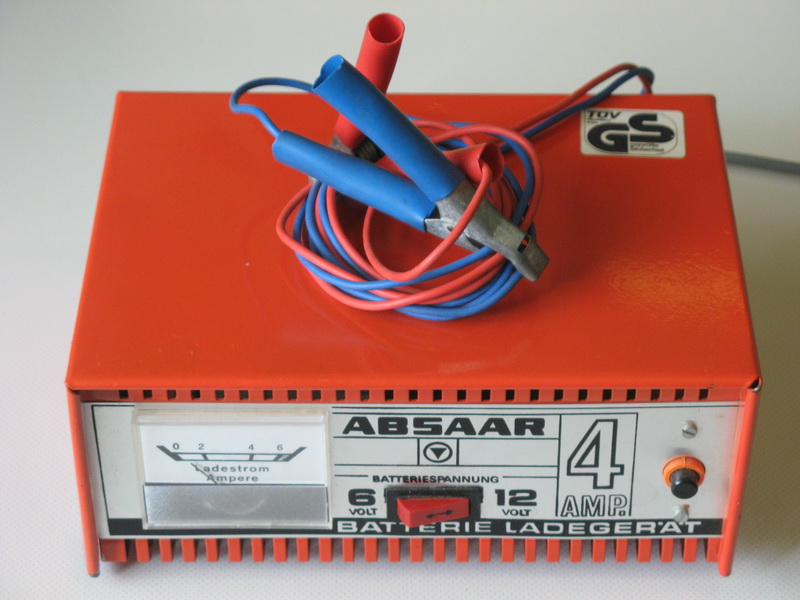
Un cargador de baterías es un ejemplo de una pieza de electrónica de potencia

La expresión electrónica de potencia se utiliza para diferenciar el tipo de aplicación que se le da a dispositivos electrónicos, en este caso para transformar y controlar voltajes y corrientes de niveles significativos. Se diferencia así este tipo de aplicación de otras de la electrónica denominadas de baja potencia o también de corrientes débiles y fuertes.
En este tipo de aplicación se reencuentran la electricidad y la electrónica, pues se utiliza el control que permiten los circuitos electrónicos para controlar la conducción (encendido y apagado) de semiconductores de potencia para el manejo de corrientes y voltajes en aplicaciones de potencia. Esto al conformar equipos denominados convertidores estáticos de potencia.
De esta manera, la electrónica de potencia permite adaptar y transformar la energía eléctrica para distintos fines tales como alimentar controladamente otros equipos, transformar la energía eléctrica de continua a alterna o viceversa, y controlar la velocidad y el funcionamiento de máquinas eléctricas, etc. mediante el empleo de dispositivos electrónicos, principalmente semiconductores. Esto incluye tanto aplicaciones en sistemas de control, sistemas de compensación de factor de potencia o de armónicos como para suministro eléctrico a consumos industriales o incluso la interconexión de sistemas eléctricos de potencia de distinta frecuencia.
El principal objetivo de esta disciplina es el manejo y transformación de la energía de una forma eficiente, por lo que se evitan utilizar elementos resistivos, potenciales generadores de pérdidas por efecto Joule. Los principales dispositivos utilizados por tanto son bobinas y condensadores, así como semiconductores trabajando en modo corte/saturación (on/off, encendido y apagado).

## Dispositivos semiconductores de potencia
Para estas aplicaciones se han desarrollado una serie de dispositivos semiconductores de potencia, los cuales derivan del diodo o el transistor. Entre estos se encuentran los siguientes:
- Rectificador controlado de silicio (SCR en inglés)
- Triac
- Transistor IGBT, sigla para Insulated Gate Bipolar Transistor, Transistor Bipolar con compuerta aislada
- Tiristor GTO, sigla para Gated Turnoff Thyristor, Tiristor apagado por compuerta
- Tiristor IGCT, sigla para Insulated Gate Controlled Thyristor, Tiristor controlado por compuerta
- Tiristor MCT, sigla para MOS Controlled Thyristor

## Convertidores de la energía eléctrica
Conversión de potencia es el proceso de convertir una forma de energía en otra, esto puede incluir procesos electromecánicos o electroquímicos.
Dichos dispositivos son empleados en equipos que se denominan convertidores estáticos de potencia, clasificados en:
- Rectificadores: convierten corriente alterna en corriente continua
- Inversores: convierten corriente continua en corriente alterna
- Cicloconversores: convierten corriente alterna en corriente alterna de otra frecuencia menor
- Choppers: convierten corriente continua en corriente continua de menor o mayor tensión

En la actualidad esta disciplina está cobrando cada vez más importancia debido principalmente a la elevada eficiencia de los convertidores electrónicos en comparación a los métodos tradicionales, y su mayor versatilidad. Un paso imprescindible para que se produjera esta revolución fue el desarrollo de dispositivos capaces de manejar las elevadas potencias necesarias en tareas de distribución eléctrica o manejo de potentes motores.

## Aplicaciones
Las principales aplicaciones de los convertidores electrónicos de potencia son las siguientes:
- Fuentes de alimentación: En la actualidad han cobrado gran importancia un subtipo de fuentes de alimentación electrónicas, denominadas fuentes de alimentación conmutadas. Estas fuentes se caracterizan por su elevado rendimiento y reducción de volumen necesario. El ejemplo más claro de aplicación se encuentra en la fuente de alimentación de los ordenadores.
- Control de motores eléctricos: La utilización de convertidores electrónicos permite controlar parámetros tales como la posición, velocidad o par suministrado por un motor. Este tipo de control se utiliza en la actualidad en los sistemas de aire acondicionado. Esta técnica, denominada comercialmente como "inverter" sustituye el antiguo control encendido/apagado por una regulación de velocidad que permite ahorrar energía. Asimismo, se ha utilizado ampliamente en tracción ferroviaria, principalmente en vehículos aptos para corriente continua (C.C.) durante las décadas de los años 70 y 80, ya que permite ajustar el consumo de energía a las necesidades reales del motor de tracción, en contraposición con el consumo que tenían los vehículos controlados por resistencias de arranque y frenado. Actualmente el sistema chopper sigue siendo válido, pero ya no se emplea en la fabricación de nuevos vehículos, puesto que actualmente se utilizan equipos basados en el motor trifásico, mucho más potente y fiable que el motor de colector.
- Calentamiento por inducción: Consiste en el calentamiento de un material conductor a través del campo generado por un inductor. La alimentación del inductor se realiza a alta frecuencia, generalmente en el rango de los kHz, de manera que se hacen necesarios convertidores electrónicos de frecuencia. La aplicación más vistosa se encuentra en las cocinas de inducción actuales.
- Otras: Como se ha comentado anteriormente son innumerables las aplicaciones de la electrónica de potencia. Además de las ya comentadas destacan: sistemas de alimentación ininterrumpida, sistemas de control del factor de potencia, balastos electrónicos para iluminación a alta frecuencia, interfase entre fuentes de energía renovable y la red eléctrica, etc.

Las líneas de investigación actuales buscan la integración de dispositivos de potencia y control en un único chip, reduciendo costes y multiplicando sus potenciales aplicaciones. No obstante existen dificultades a salvar como el aislamiento entre zonas trabajando a altas tensiones y circuitería de control, así como la disipación de la potencia perdida.